# Európaiság
Az európaiság azoknak a normáknak, értékeknek és gondolatoknak az összessége, amely nemzeti és állami határokon túl összekötik az európaiakat, és a közös identitás ápolásával segíti az európai integrációt. Vannak, akik kételkednek ezeknek a közös vonásoknak a létezésében, és olyanok is, akik inkább az európai csoportok közti különbségeket emelik ki. A közös identitásról nincsen egységesen elfogadott definíció, folytonos viták övezik.

## A legutóbbi viták

### Habermas és Derrida definíciója
Irak megtámadása 2003-ban vitákat szült Európában, többek közt az európaiság meghatározásáról. A Szaddám Huszein diktatúrájának összeomlásház vezető nemzetközi akció ellen még azokban az európai államokban is ellenállást bontakozott ki, amelyek részt vettek benne (mint az Egyesült Királyság, Olaszország és Spanyolország. 2003. február 15-én háborúellenes tüntetéseket tartottak Londonban, Berlinben, Párizsban, Rómában, Madridban és más városokban.
Jürgen Habermas és Jacques Derrida filozófusok cikket írtak a Frankfurter Allgemeine Zeitungba, amelyben egy új „európai közélet” születését írták le. Azt állították, hogy az új értékek és szokások saját arcot adtak Európának és ez megadta a lehetőséget egy – az Egyesült Királyságot és Közép-Európát nem magába foglaló – „mag-Európa” megteremtésének, amely az Egyesült Államokat ellensúlyozhatja.  
A két filozófus a következőképpen foglalta össze, véleményük szerint mit is takarhat a közös európai 'politikai mentalitás':
- Szekularizáció.
- Bizalom az államban és szkepticizmus a piac elérte eredmények iránt.
- Realisztikus várakozások a technológiai fejlődéssel kapcsolatban.
- Jóléti konzekvencializmus.
- Alacsony toleranciaszint az erőszak alkalmazására.
- Multilateralizmus  egy megreformálandó ENSZ-en keresztül.[1]

### John McCormick definíciója
John McCormick egy tanulmányában a következőket adta hozzá az európaiság attribútumaihoz (de természetesen ez sem egy általánosan elfogadott definíció): 
- Az állampolgárság és a patriotizmus újragondolása. Az ország iránti büszkeséget eszmékbe vetett büszkeség váltja fel, az úgynevezett alkotmányos patriotizmus Az országgal való azonosulást egyre inkább az Európával való azonosulás váltja fel.
- A kozmopolitizmus, azaz az univerzális eszmékben való hit, amely szerint minden európai, sőt minden ember egyetlen, az államhatárokon és a nemzeti identitásokon túlnyúló erkölcsi közösséghez tartozik.
- Kommunitarianizmus, amely – az egyáni jogok liberális hangsúlyozásával ellentétben – az egyéni és a közösségi érdekek közti egyensúlyt célozza. Az európaiság ezen definíció szerint azt jelenti, hogy a társadalom gyakran jobban meg tudja határozni, mi jobb az egyénnek, mint fordítva.
- A kollektivizmus. Eszerint társadalmi különbségek minden egyenjogúsítási erőfeszítés ellenére is előállnak, és így el kell fogadni, hogy az államnak szerepe van a gazdaság menedzselésében és a társadalmi jólét biztosításában.
- Jóléti konzekvencionalizmus. Az egyéni igyekezett üdvözlendő és jutalmazandó, ugyanakkor a közösség felelőssége, hogy a pálya amennyire lehet egyenes legyen, és a lehetőségeket és a gazdagságot igazságosan osszák el.
- Fenntartható fejlődés: a fejlődésnek fenntarthatónak kell lennie, azaz úgy kell kielégíteni a jelen igényeit, hogy ez ne menjen a jövő kárára.
- A család újradefiniálása. A család helye változóban van Európában: kevesebb európai házasodik, átlagban későbbi életkorban, nő a válások aránya, csökken a termékenységi arány, több gyermek születik házasságon kívül és általánosabbá válnak az egyszülős háztartások.
- A posztmaterialista európaiak kevesebbet dolgoznak és családbarát törvényekre és politikákra törekszenek.
- A bűnügyi igazságszolgáltatásban az európaiság nagyobb hangsúlyt helyez az egyéni jogokra és tárgyalásos úton igyekszik megoldásokat találni kevesebb jogi konfrontációval.
- A multikulturalizmus azt jelenti, hogy a régi európai kultúrák értékeket integrálnak az új kultúráktól, amelyekkel érintkezésbe kerülnek. A multikulturalizmusra való törekvést Európa növekvő rassz- és vallási sokszínűsége az elmúlt években komoly kihívások elé állította.
- A szekularizmus az Európával talán legegyértelműbben azonosított vonás. Miközben a vallásosság világszerte erősödik, Európa szinte minden államában gyengül, és a politikában és a közéletben egyre marginálisabb szerepet tölt be.
- A halálbüntetés kizárása. A halálbüntetés az Európai Unió és az Európa Tanács minden tagállamában tilos, és az európai politikusok világszerte a megszüntetésére törekszenek.
- A kanti "örök béke". Miközben Európa régen a szinte örökös háborúzás földje volt, a régió már régóta folytonos békét élvez. A szűken vett európai államok közti háború az elképzelhetetlen és lehetetlen kategóriáiba tartozik, még gazdasági és pénzügyzi problémák közepette is.
- Multilateralizmus. Az európaiság jellemzője, hogy a nemzeti önérdek helyett az együttműködés és a konszenzus kultúráját helyezi előtérbe, érdekek helyett inkább értékeket támogat, nemzetközi szabályokra, egyezményekre és szervezetekre, koalíciókra építkezik.

### Bevándorlás
2015 óta az európaiságról szóló viták középpontjába került a bevándorlás kérdése, miután több millió ázsiai és afrikai bevándorló özönlött Európába – főleg Németországot, Ausztriát, az Egyesült Királyságot és Svédországot megcélozva –, szegény vagy háború sujtotta országokból. Az Európai Bizottság a bevándorlók egy részét szétosztani szándékozik az EU-tagállamok között. A Videgrádi Négyek azonban – a Cseh Köztársaság, Lengyelország, Magyarország és Szlovákia – ellenzik a kvótákat, általában az ázsiai és afrikai bevándorlás folyamatát és a nemzetállamok jogainak megnyirbálását többek közt annak a meghatározásában, hogy ki telepedhet le a területén.
Egyes nyugati politikusok egyenesen szankciókat követeltek a keleti tagállamok ellen, mondván, hogy azok elárulják a szolidaritás európai értékét, a keletiek szerint azonban pont ők azok, akik Európa határait, identitását és kultúráját védik. Orbán Viktor, annak a Magyarországnak a miniszterelnöke, amely dupla határkerítést épített a migránsok kívültartására – a következőket mondta a bevándorlási hullámról: "Elveszíthetjük európai értékeinket, magát az önazonosságunkat, fokozatosan, ahogy a béka hagyja magát lassan halálra főzni a fazékban". Ezzel szemben Jean Asselborn luxemburgi külügyminiszter azt mondta egy interjúban a német Die Welt magazinnak, hogy az európai értékeket megsértő országokat, mint Magyarországot "ideiglenesen, és ha kell, örökre ki kell tenni az EU-ból". 2017 májusában Petteri Orpo finn pénzügyminiszter azt javasolta, függesszék fel az EU kohéziós támogatásainak folyósítását az olyan tagállamoknak, amelyek nem akarnak menekülteket befogadni.

## Fordítás
Ez a szócikk részben vagy egészben  az   Europeanism című angol Wikipédia-szócikk ezen változatának fordításán alapul.  Az eredeti cikk szerkesztőit annak laptörténete sorolja fel. Ez a jelzés csupán a megfogalmazás eredetét és a szerzői jogokat jelzi, nem szolgál a cikkben szereplő információk forrásmegjelöléseként.